# منى أسوكا أوت
منى أسوكا أوت (بالألمانية: Mona Asuka Ott)‏ هي عازفة بيانو ألمانية، ولدت في 1991 في ميونخ في ألمانيا.